# Lipová (okres Bardejov)
Lipová je obec na Slovensku v okrese Bardejov ležící na úpatí Ondavské vrchoviny. Žije zde 70 obyvatel, první písemná zmínka pochází z roku 1567. Nachází se zde řeckokatolický chrám Ochrany Přesvaté Bohorodičky, jehož výstavba začala roku 1924 a který nahradil starší chrám z roku 1872 vyhořelý za první světové války.